# Miha Rogina
Miha Rogina, slovenski saksofonist, * 1980, Ptuj.
Opravil je sprejemni izpit na Conservatoire National Supérieur de Musique de Paris. Na številnih tekmovanjih je osvojil prvo nagrado. Nastopil je v Evropi, Ameriki, na Kitajskem in na Japonskem. Zaposlen je kot profesor za saksofon na Akademiji za glasbo v Ljubljani.